# Academia Internacional de Ciência da Madeira
A Academia Internacional de Ciência da Madeira (International Academy of Wood Science, IAWS) é uma academia internacional reconhecida e uma assembleia sem fins lucrativos de cientistas da madeira, que reconhece todos os campos da ciência da madeira e seus domínios tecnológicos associados, garantindo uma representação mundial.
Desde junho de 2023, a academia é representada pelo Dr. Stavros Avramidis, um professor grego-canadense e cientista da madeira, que atua como o 19º Presidente da IAWS, e também pelo Dr. Ingo Burgert, um engenheiro suíço da madeira que é atualmente o vice-presidente eleito para o período de 2023 a 2026.

## História
A academia foi estabelecida pela primeira vez em 2 de junho de 1966, em Paris.
O desenvolvimento e estabelecimento da Academia Internacional de Ciência da Madeira envolveu muitas pessoas, mas a pessoa-chave que teve a ideia de criar uma academia de madeira foi o Professor Franz Gustav Kollmann, do Departamento de Pesquisa e Tecnologia da Madeira da Universidade de Munique, Alemanha.  Na verdade, ele foi também o primeiro Presidente eleito da academia nos anos de 1966 a 1972.

## Objetivos
A academia tem como objetivo promover a nível internacional o desenvolvimento coordenado da ciência da madeira e sua posição, reconhecendo cientistas da madeira meritórios por sua eleição como Membros, honrando assim realizações destacadas na ciência da madeira, além de promover um alto padrão de pesquisa e publicação. Além disso, a academia realiza reuniões plenárias anuais, incluindo reuniões de negócios e sessões técnicas, na forma de conferências científicas internacionais.
Os Membros da IAWS são cientistas da madeira eleitos que estão ativamente envolvidos na pesquisa em madeira no sentido mais amplo, sendo sua eleição evidência de altos padrões científicos.  Novos Membros são nomeados e avaliados pelos Membros. O comitê executivo determina o número de nomeados a serem aceitos como Membros a cada ano, com base nessas avaliações.
As tarefas dos Membros da Academia Internacional de Ciência da Madeira são destacadas como:
- Promover a pesquisa e a tecnologia de madeira de alto nível.
- Apresentar pesquisas e ciência da madeira em reuniões internacionais/nacionais da própria academia e de outras organizações.
- Focar a atenção na importância da pesquisa e ciência da madeira para governos, parlamentos, indústrias, associações, imprensa, etc.
- Promover a publicação de pesquisas dos membros da IAWS em revisões trimestrais.

## Comitê executivo
O comitê executivo da IAWS é composto pelos oficiais da academia.
- Presidente: Dr. Stavros Avramidis, Departamento de Ciência da Madeira, Universidade da Colúmbia Britânica, Canadá
- Vice-presidente: Dr. Ingo Burgert, Instituto de Materiais de Construção, ETH Zurique, Suíça
- Secretário/Editor do boletim: Dr. Rupert Wimmer, Tecnologia de Materiais Naturais, Universidade de Recursos Naturais e Ciências da Vida (Universidade BOKU), Viena, Áustria
- Tesoureiro: Dr. Howard Rosen, Produtos Florestais, Serviço Florestal do USDA, Arlington, EUA
- Ex-Presidente: Dr. Yoon Soo Kim, Produtos e Tecnologia Florestal, Universidade Nacional de Chonnam, Kwangju, Coreia do Sul
- Presidente do Conselho da Academia: Dr. Katarina Čufar, Departamento de Ciência e Tecnologia da Madeira, Universidade de Liubliana, Eslovênia

## Publicações
- Ciência e Tecnologia da Madeira Revista Ciência e Tecnologia da Madeira (Fator de Impacto 2022: 3,400)[8]
- IAWS Bulletin[9]